# Persone di cognome Kang
| Questa pagina contiene informazioni ricavate automaticamente dalle voci biografiche con l'ausilio del template Bio e di un bot. L'aggiornamento è periodico e automatico e ricostruisce completamente la pagina. Se manca una persona in questa lista, sei pregato di non aggiungerla, ma accertati piuttosto che la sua voce biografica contenga il template Bio e che i dati anagrafici siano correttamente compilati. Se il template Bio manca, inseriscilo tu stesso o, in alternativa, metti l'avviso {{tmp\|Bio}} che ne segnala la mancanza. Se i dati riportati sono sbagliati, correggi direttamente la voce biografica; le modifiche saranno visibili in questa lista entro pochi giorni. Per chiarimenti vedi il progetto antroponimi. La lista contiene solo le 71 persone che sono citate nell'enciclopedia e per le quali è stato implementato correttamente il template Bio. Pagina aggiornata al 7 ago 2025. |

Questa è una lista di persone presenti nell'enciclopedia che hanno il cognome Kang, suddivise per attività principale.

## Arciere(1)
- Kang Chae-young, arciera sudcoreana (Ulsan, n. 1996)

## Attivisti(1)
- Kang Chol-hwan, attivista nordcoreano (Pyongyang, n. 1968)

## Attori(5)
- Kang Ha-neul, attore sudcoreano (Busan, n. 1990)
- Kang Han-byeol, attore sudcoreano (Anyang, n. 2002)
- Kang Min-hyuk, attore, musicista e cantautore sudcoreano (Goyang, n. 1991)
- Sung Kang, attore statunitense (Gainesville, n. 1972)
- Tim Kang, attore statunitense (San Francisco, n. 1973)

## Attrici(8)
- Kang Ae-shim, attrice sudcoreana (n. 1963)
- Genevieve Kang, attrice canadese (Kamloops, n. 1989)
- Kang Han-na, attrice sudcoreana (Seul, n. 1989)
- Kang Hye-jeong, attrice sudcoreana (Incheon, n. 1982)
- Nicole Kang, attrice statunitense (California, n. 1993)
- Kang So-ra, attrice sudcoreana (n. 1990)
- Kang Soo-yeon, attrice sudcoreana (Seul, n. 1966 - Seul, † 2022)
- Kang Ye-won, attrice sudcoreana (Seul, n. 1980)

## Calciatori(15)
- Kang Bong-chil, ex calciatore nordcoreano (n. 1943)
- Kang Byung-chan, calciatore sudcoreano (n. 1951 - † 2002)
- Kang Chang-gi, calciatore sudcoreano (n. 1928 - Seul, † 2007)
- Kang Chul, ex calciatore sudcoreano (Seul, n. 1971)
- Kang Deuk-soo, ex calciatore sudcoreano (n. 1961)
- Kang Ju-hyok, calciatore nordcoreano (n. 1997)
- Kang Kuk-chol, calciatore nordcoreano (n. 1990)
- Kang Min-soo, ex calciatore sudcoreano (Goyang, n. 1986)
- Kang Ryong-woon, ex calciatore nordcoreano (n. 1942)
- Kang Sang-yun, calciatore sudcoreano (Jeju, n. 2004)
- Kang Seong-jin, calciatore sudcoreano (Seul, n. 2003)
- Kang Sin-woo, ex calciatore sudcoreano (n. 1959)
- Kang Soo-il, calciatore sudcoreano (n. 1987)
- Kang Tae-shik, ex calciatore sudcoreano (n. 1963)
- Kang Yoon-sung, calciatore sudcoreano (Pusan, n. 1997)

## Calciatrici(1)
- Kang Ga-ae, calciatrice sudcoreana (n. 1990)

## Cantanti(9)
- KCM, cantante sudcoreano (Gwangmyeong, n. 1982)
- Kang Dae-sung, cantante sudcoreano (Seul, n. 1989)
- Kang Daniel, cantante sudcoreano (Busan, n. 1996)
- Soyou, cantante sudcoreana (Jeju-do, n. 1992)
- Kang Ji-young, cantante e attrice sudcoreana (Paju, n. 1994)
- Hyun Cheol, cantante sudcoreano (Busan, n. 1942 - Seul, † 2024)
- Seulgi, cantante sudcoreana (Ansan, n. 1994)
- Kang Seung-yoon, cantante, cantautore e compositore sudcoreano (Pusan, n. 1994)
- Kang Ye-seo, cantante e attrice sudcoreana (Incheon, n. 2005)

## Cestiste(6)
- Kang A-jeong, cestista sudcoreana (Pusan, n. 1989)
- Kang Hyeon-suk, ex cestista sudcoreana (Seul, n. 1955)
- Kang I-seul, cestista sudcoreana (Samcheonpo, n. 1994)
- Kang Ji-suk, ex cestista sudcoreana (Seul, n. 1979)
- Kang Seon-gu, ex cestista sudcoreana (Chunwon, n. 1969)
- Kang Yeong-suk, ex cestista sudcoreana (Pusan, n. 1981)

## Cestisti(2)
- Kang Dong-hui, ex cestista e allenatore di pallacanestro sudcoreano (Imsil, n. 1966)
- Kang Sang-jae, cestista sudcoreano (Daegu, n. 1994)

## Comici(1)
- Kang Ho-dong, comico e conduttore televisivo sudcoreano (Jinju, n. 1970)

## Compositori(1)
- Eyvind Kang, compositore e violinista statunitense (Corvallis, n. 1971)

## Diplomatiche(1)
- Kang Kyung-wha, diplomatica e politica sudcoreana (Seul, n. 1955)

## Filosofi(1)
- Kang Youwei, filosofo cinese (Distretto di Nanhai, n. 1858 - Qingdao, † 1927)

## Goisti(2)
- Kang Dong-yun, goista sudcoreano (n. 1989)
- Kang Zhanbin, goista cinese (Hebei, n. 1963)

## Golfiste(1)
- Danielle Kang, golfista statunitense (San Francisco, n. 1992)

## Lottatori(1)
- Kang Kum-song, lottatore nordcoreano (n. 1998)

## Pattinatrici di short track(1)
- Kang Yun-mi, ex pattinatrice di short track sudcoreana (n. 1988)

## Politici(5)
- Kang Bong-hun, politico nordcoreano († 2024)
- Kang Ryang-uk, politico e presbitero nordcoreano (Pyongyang, n. 1903 - Pyongyang, † 1983)
- Kang Sheng, politico cinese (Zhucheng, n. 1898 - Pechino, † 1975)
- Kang Sok-ju, politico e diplomatico nordcoreano (Pyongwon, n. 1939 - Pyongyang, † 2016)
- Kang Song-san, politico nordcoreano (Hamgyŏng Settentrionale, n. 1931 - Provincia di Jilin, † 1997)

## Produttori discografici(1)
- Pdogg, produttore discografico, compositore e paroliere sudcoreano (Changwon, n. 1983)

## Pugili(1)
- Kang Joon-ho, pugile sudcoreano (Haeju, n. 1928 - Seul, † 1990)

## Rapper(2)
- Gary, rapper e cantante sudcoreano (Seul, n. 1978)
- E Sens, rapper sudcoreano (Daegu, n. 1986)

## Schermitrici(1)
- Kang Young-mi, schermitrice sudcoreana (Incheon, n. 1985)

## Tennistavolisti(1)
- Kang Hee-chan, ex tennistavolista sudcoreano (n. 1970)

## Velocisti(1)
- Calvin Kang, ex velocista singaporiano (Singapore, n. 1990)

## Violinisti(1)
- Dong-Suk Kang, violinista sudcoreano (Seul, n. 1954)

## Senza attività specificata(1)
- Kang Min, videogiocatore sudcoreano (n. 1982)